# Parhippopsicon
Parhippopsicon es un género de escarabajos de la familia Cerambycidae.

## Especies
Parhippopsicon contiene las siguientes especies:
- Parhippopsicon albicans Breuning, 1942
- Parhippopsicon flavicans Breuning, 1970
- Parhippopsicon vittipenne Breuning, 1970
- Parhippopsicon albosuturale Breuning, 1971
- Parhippopsicon clarkei Breuning, 1976
- Parhippopsicon albovittatum Breuning, 1978